# 마르키온파
마르키온파(Marcionism)란 144년 경에 로마의 시노페 출신 마르키온의 가르침을 따르는 초기 기독교의 이원론을 믿는 자들이다. 마르키온(Marcion of Sinope, Greek: Μαρκίων, 약 85년 ~ 약 160년)은 구약성경의 하나님과 신약성경의 하나님은 전혀 다른 분이라고 말하였다. 구약의 하나님은 폭력과 복수의 잔인한 하나님이고, 신약의 하나님은 사랑과 정의와 용서의 신이라고 말하였다. 선신과 악신이 있다고 믿는 영지주의와 이원론 사상에서 깊게 영향을 받았다. 마르키온파는 초기 기독교에서 이단으로 단죄되어 배척되었고, 동방에서는 마니교에 흡수되어 7세기경에 사라졌다.

## 같이 보기
- 영지주의
- 마르키온
- 이원론